# Petrovácz Gyula
Petrovácz Gyula (Óbecse, 1877. március 26. – ?, 1953) magyar mérnök, felső ipariskolai tanár, országgyűlési képviselő, a fővárosi közgyűlés tagja.

## Élete
Szülei Petrovácz József és Rajháti Ida. 1894-ben a kalocsai jezsuita gimnáziumban érettségizett. Ezt követően beiratkozott a Magyar Királyi József Műegyetem mérnöki karára, ahol 1898-ban szerzett diplomát. Győrben kapott szakaszmérnöki állást a Folyamszabályozó Társulatnál. 1900. július 1-jén, Budapest VII. kerületében feleségül vette Lachnit Emília Magdolna Teréziát. 1901-ben a Magyar Királyi Állami Felső Építőipar Iskola oktatója lett: előbb az út-, víz- és hídépítéstan, utóbb az építési szerkezettan előadója. Ekkoriban kezdte templomtervezői munkásságát, részben Foerk Ernővel közösen. Nagyjából 50 templom és templomfelújítás, helyreállítás dicséri a keze munkáját. Ezen kívül számos iskola, plébánia és gazdasági intézmény terveit készítette el. 
1907-től a kalocsai érsekség műszaki tanácsosa lett, s a kalocsai főegyházmegye művészeti előadója. A fővárosi Keresztény Községi Párt egyik alapító tagja, 1920-tól pedig tagjává választották a székesfőváros Törvényhatósági Bizottságának. 1922-től a Székesfővárosi Közmunkák Tanácsába is bekerült. 1923-ban a Keresztény Gazdasági Párt programjával Budapest III. választókerületének nemzetgyűlési, majd 1927 és 1939 között a déli kerületek országgyűlési képviselője lett. 1935-ben kinevezték a Képzőművészeti Társulat igazgatójának. Részt vett a budapesti, XXXIV. Eucharisztikus Világkongresszus szervezésében mint a műszaki bizottság igazgatója.
Az 1950-es évek elején, feleségével együtt kitelepítették Budapestről. Utolsó ismert lakhelye a XIV. kerületben, Zuglóban volt, a Gyarmat utca 4. szám alatt.

## Legfontosabb művei

### Templomok
- Bácsalmás, Szent Kereszt felmagasztalására szentelt római katolikus, 1821–23-ban épült templom. Kereszthajóval és kapcsolódó terekkel bővítette, 1905
- Fajsz (Bács-Kiskun megye), Szent István király-templom. (Foerk Ernővel) 1910
- Baja, Szent Szív-templom,[5] 1923–1924
- Kaposvár, Hősök temploma, 1925–1927
- Budapest, Törökőri Lisieux-i Szent Teréz-templom,[6] 1928
- Budapest, Angyalföldi Szent László-templom, 1928–1929
- Budapest, Herminamezői Szentlélek-templom. 1936–1937

### Egyéb épületek
- Vág, Rába-híd vasbeton alépítménye, 1899
- Győr, Rábaszabályozó Társulat székháza, 1899
- Temesvár, papnevelde
- Nagyszombat, gimnázium
- Kalocsa, városháza
- Kalocsa, érseki kórház
- Budapest, Eucharisztikus Világkongresszus műszaki létesítményei. 1937–1938
- Budapest, Szent Orsolya rend Szent Angéla leánygimnáziuma (ma: Szent Angéla Ferences Általános Iskola és Gimnázium), Budapest, Ady Endre utca 3.[7]

## Írói, szakírói tevékenysége
- A kalocsai érs. főegyhm. újabb templomi építkezései 1907–1911. Budapest, 1912 (Foerk Ernő társszerzővel)
- Földmérés. Építő munkavezetők könyvtára sorozat. Budapest, Ifj. Nagel Ottó könyvkereskedése, 1914
- Jelentés az építőiparos-tanulók asztala első 10 évének működéséről. Budapest, 1914
- Huszonöt év a kalocsai érseki főegyházmegye építőmunkájában. Apostol Nyomda, Budapest, 1929

## Képtár

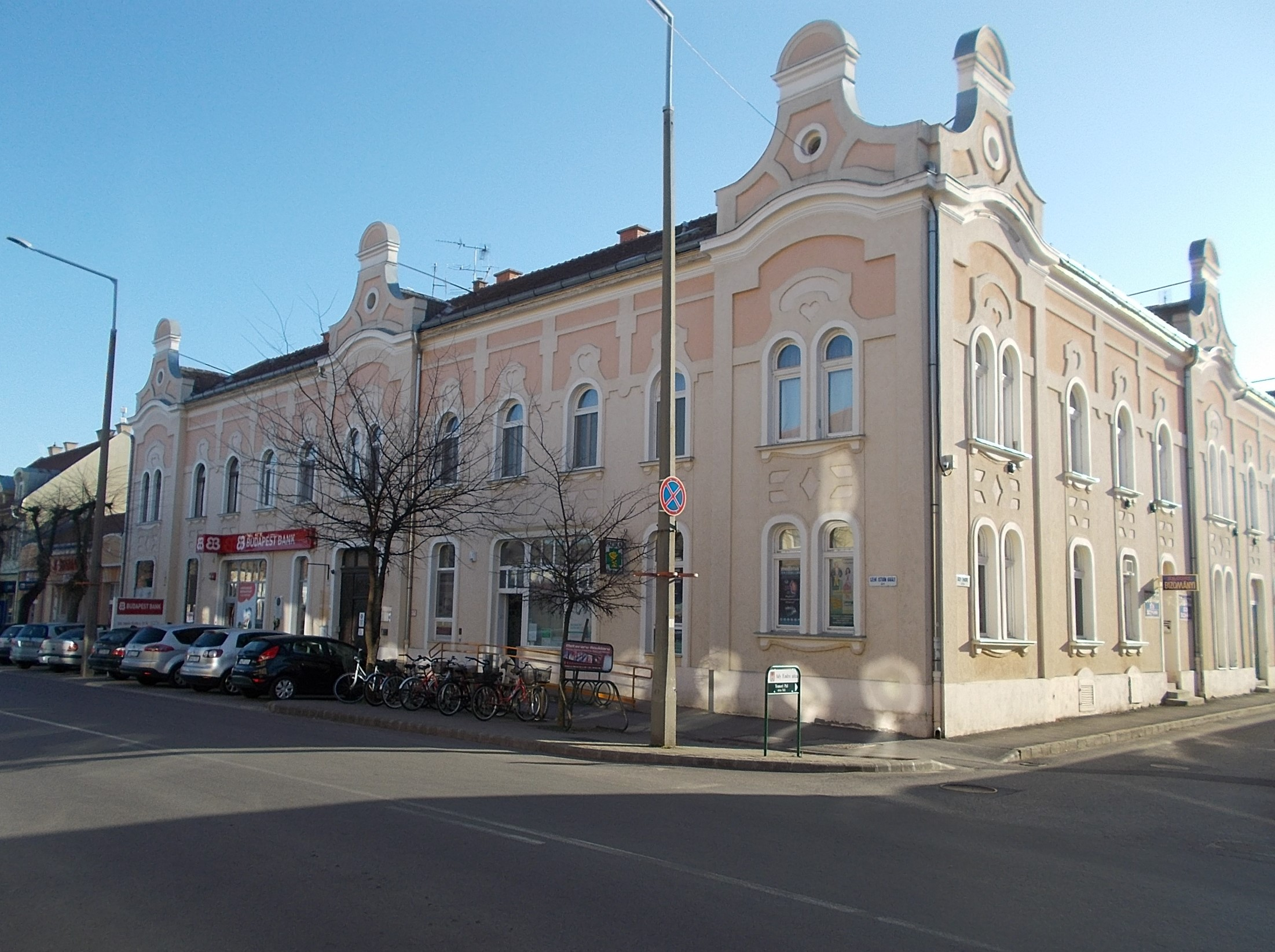
Kalocsa, üzletház, 1908
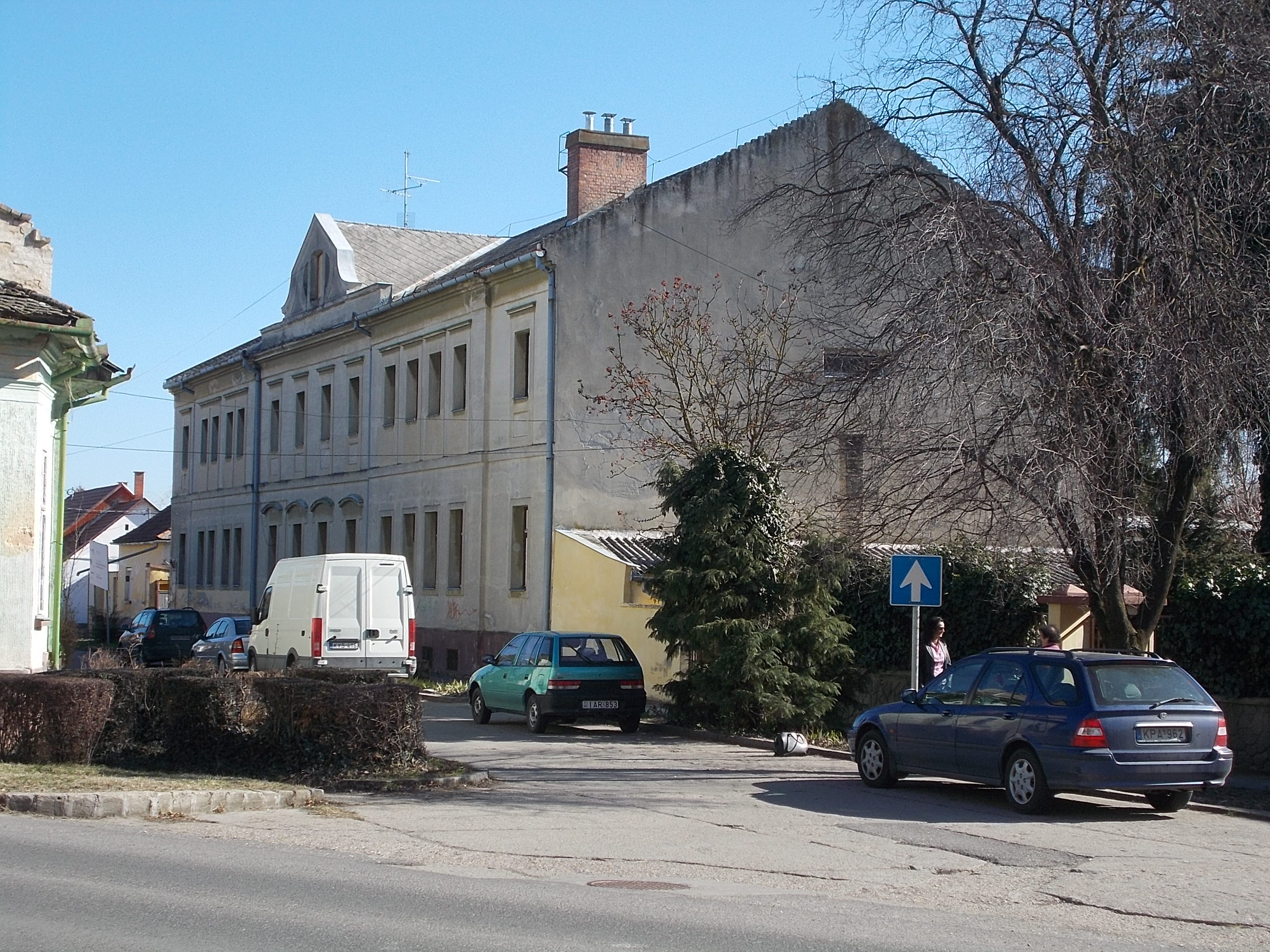
Kalocsa, Rózsafüzér-gyár, 1913
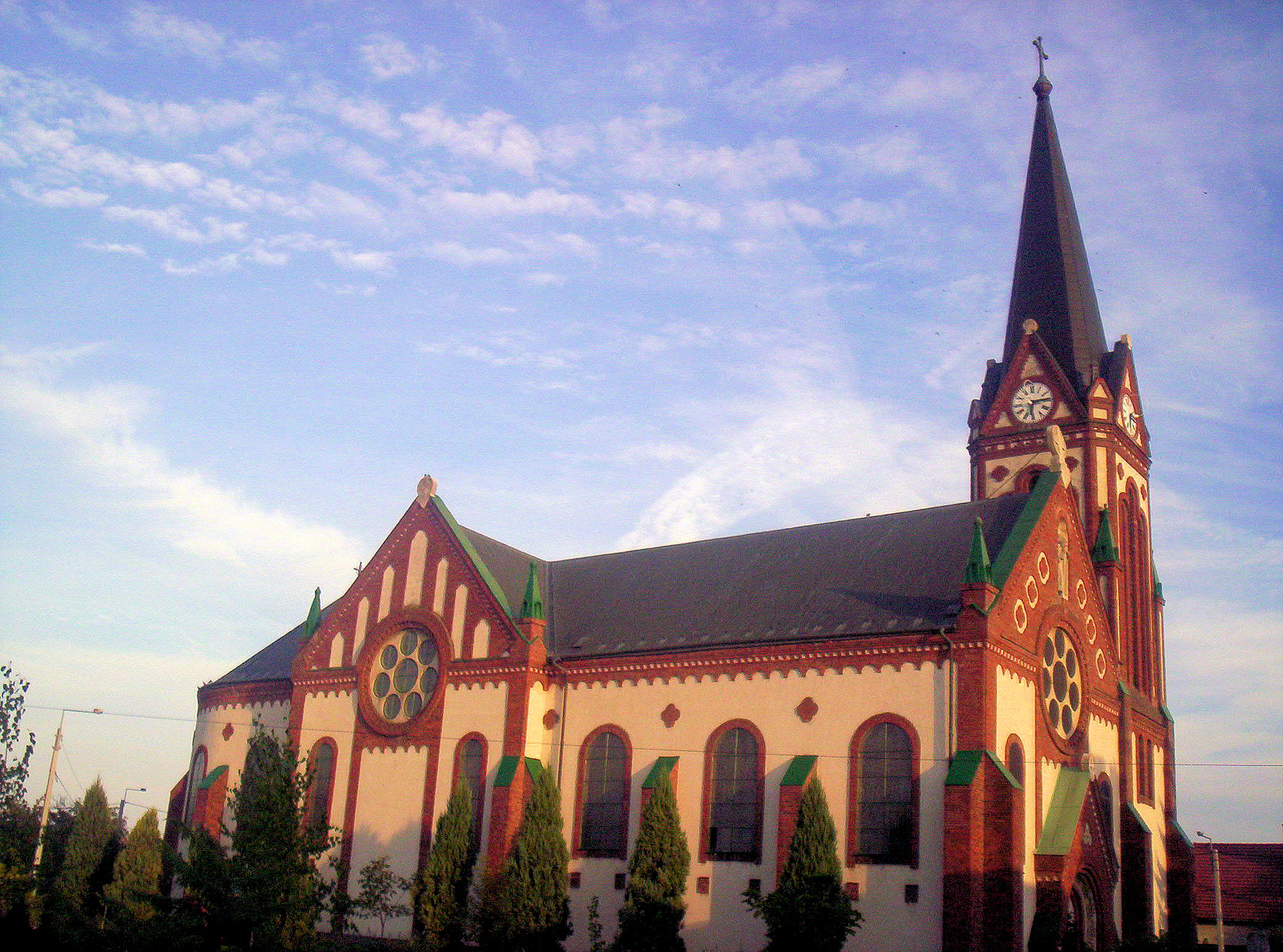
Foerk Ernő és Petrovácz Gyula: Fajsz, Szent István-templom, 1910
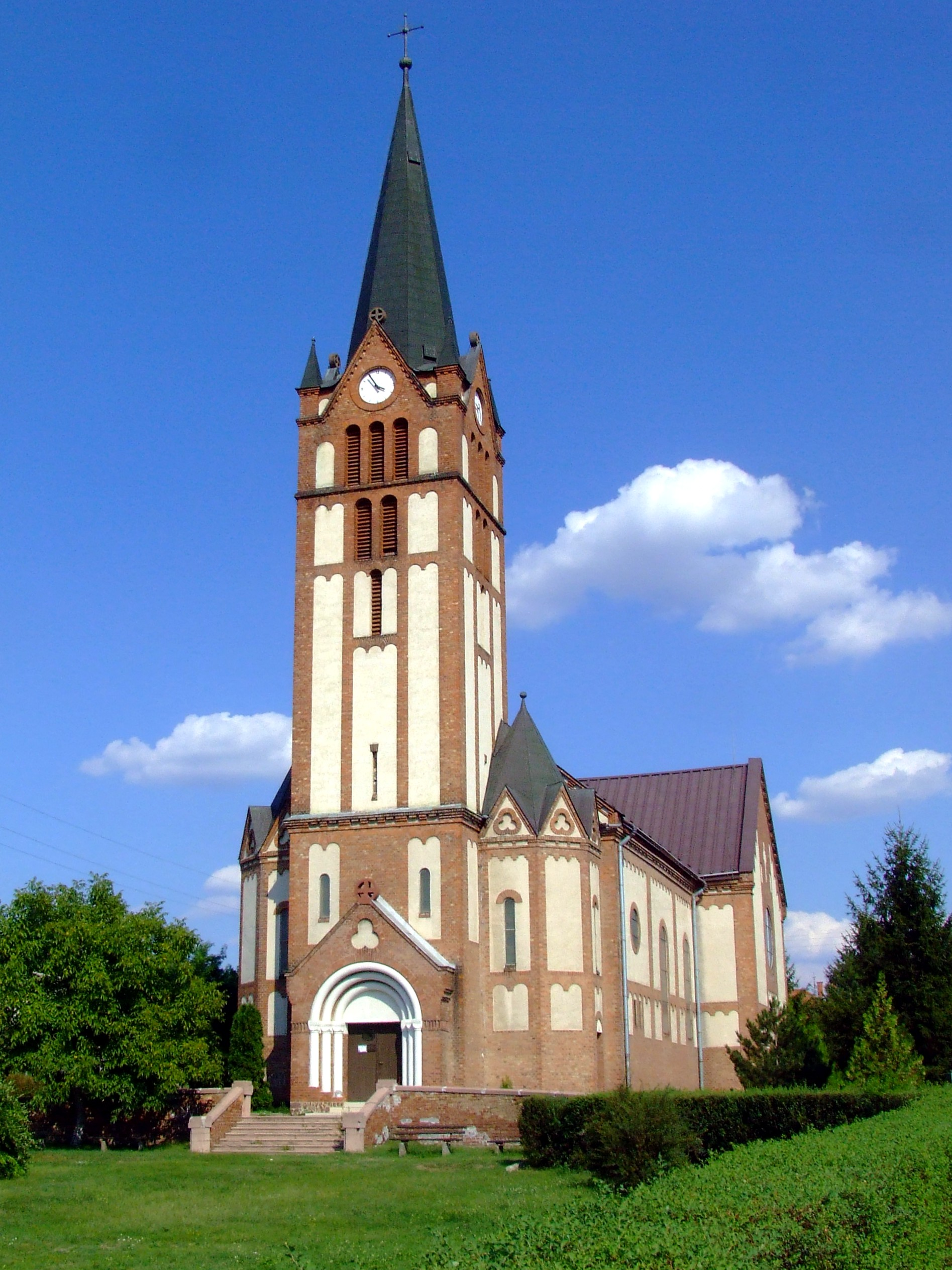
Baja, Szent Szív-templom, 1923–1924
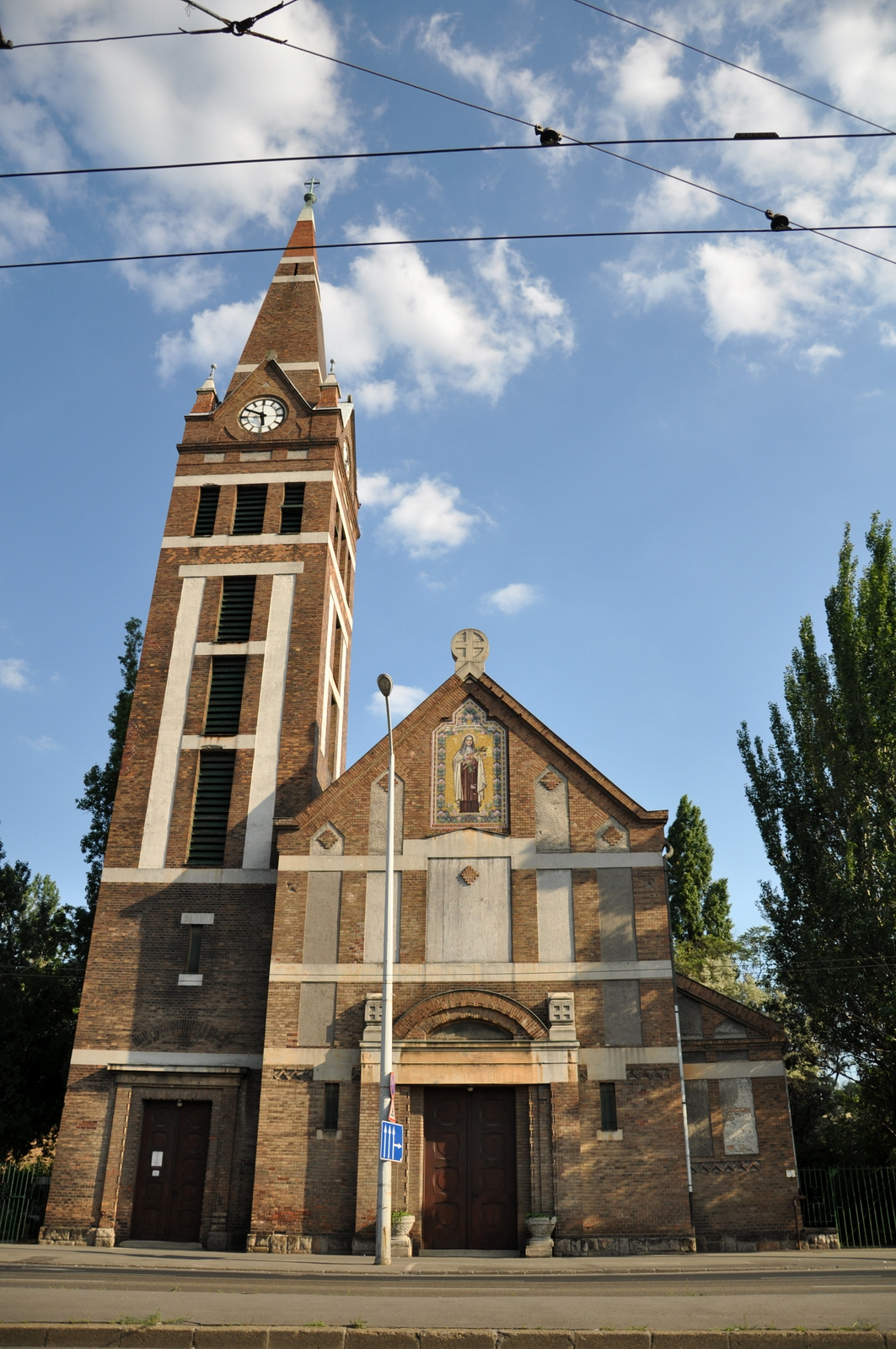
Budapest, Törökőri Lisieux-i Szent Teréz-templom, 1928
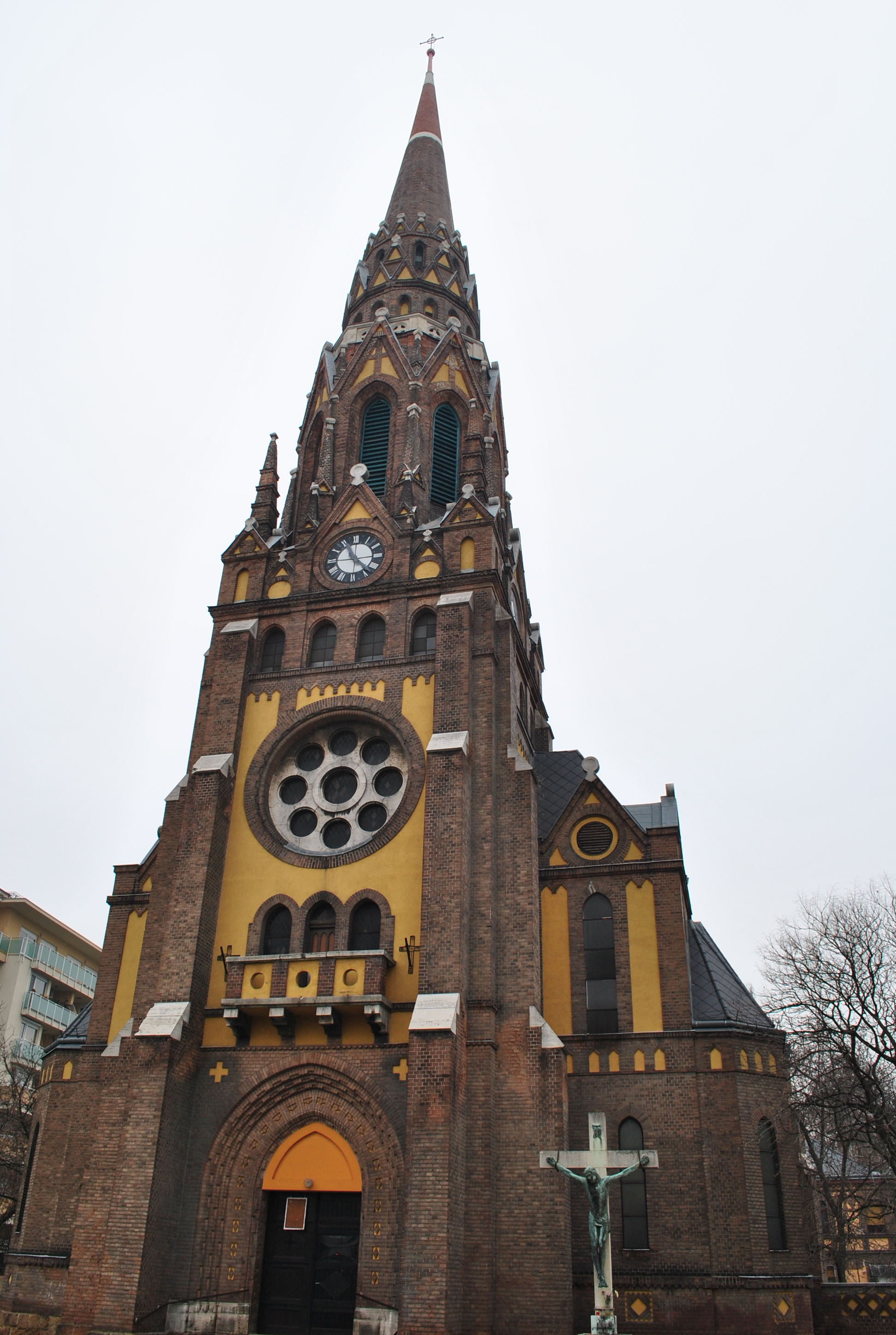
Budapest, Angyalföldi Szent László-templom, 1928–1929
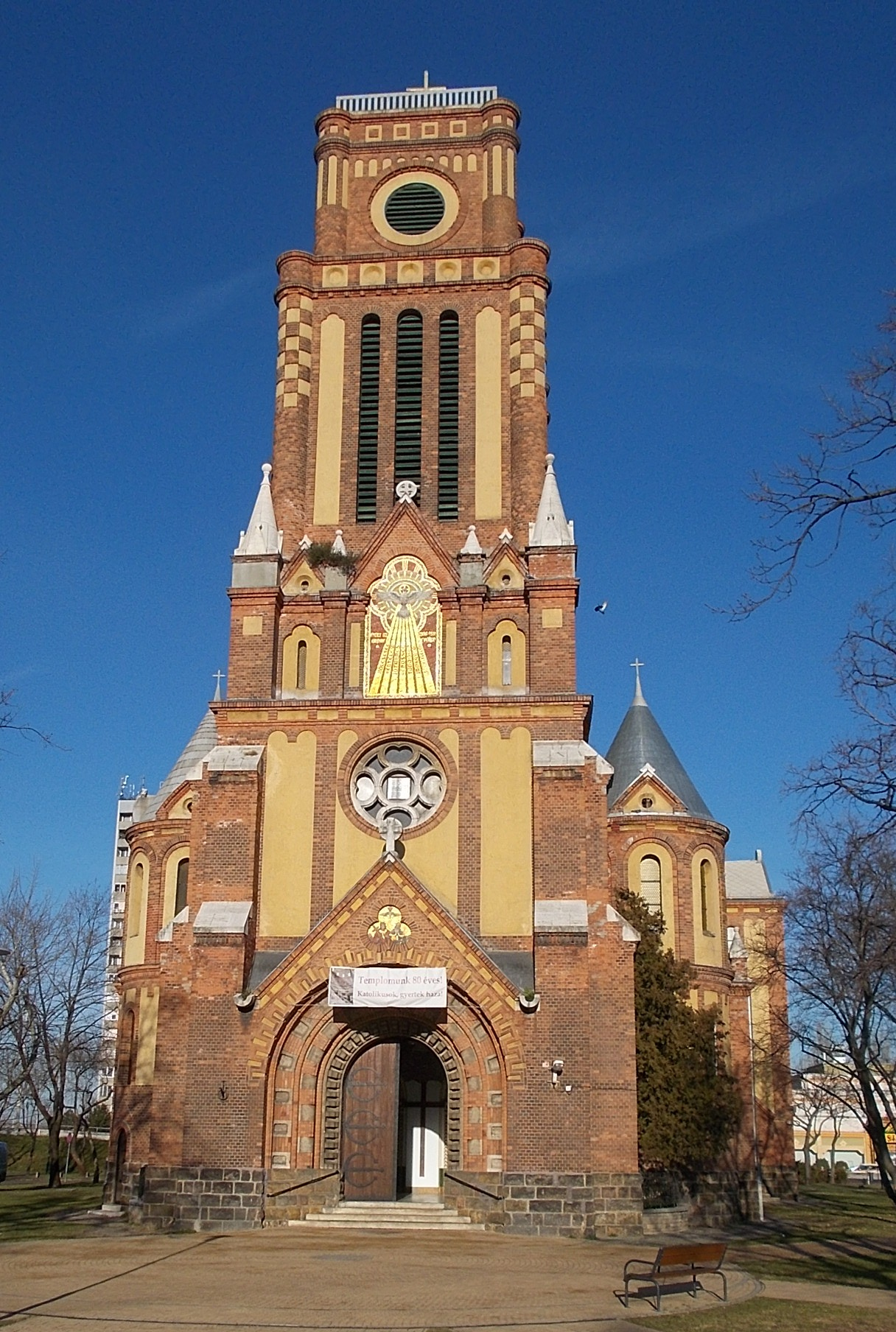
Budapest, Herminamezői Szentlélek-templom. 1936–1937
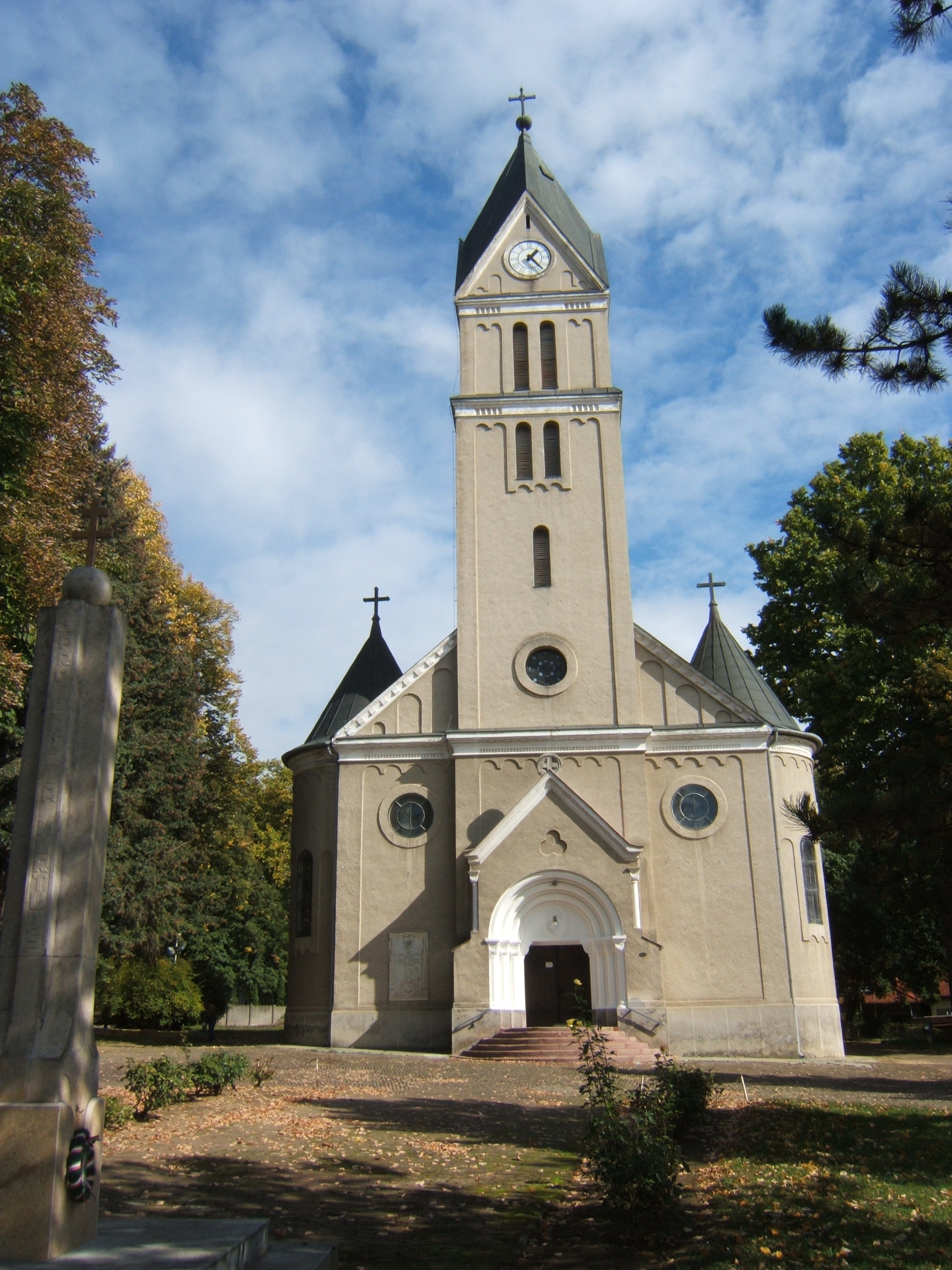
Kaposvár, Hősök temploma, 1925–1927
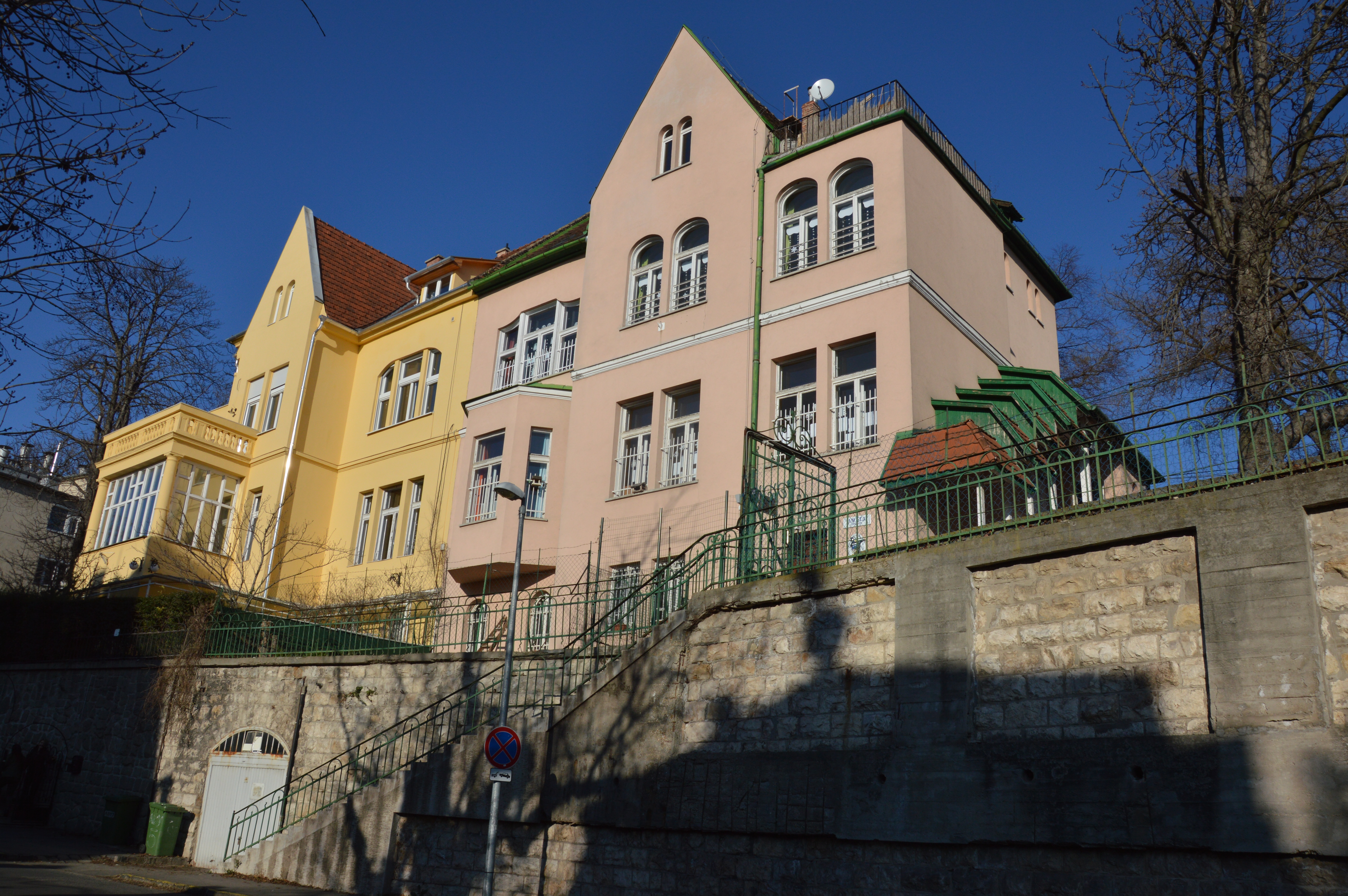
Budapest, Szent Angéla Ferences Általános Iskola, 1928